# Clanul
Clanul este un serial TV românesc care a avut premiera pe 19 septembrie 2022, la Pro TV. Este produs de Pro TV, fiind o adaptare a serialului turcesc İçerde (Intrusul). Serialul İçerde este făcut după thrillerul lui Martin Scorsese The departed (Cârtița) din 2006, care este, la rândul lui, bazat pe filmul de acțiune Afaceri infernale produs în 2002 în Hong Kong.
Coloana sonoră a serialului este Sângele frate nu te face interpretată de Theo Rose și Ian.

## Povestea
Serialul urmărește povestea a doi frați, Tudor (Denis Hanganu) și Pavel Achim (Marian Olteanu), care au fost despărțiți în copilărie și ajung în părțile opuse ale legii.
Tatăl lui Tudor și Pavel, Laurențiu, lucrează ca asasin pentru cel mai puternic lider al mafiei din București, Bebe Udrea (George Mihăiță).  Când Laurențiu este arestat și întemnițat, Măcelaru' îl răpește cu ajutorul lui Ciomag (Bogdan Farcaș) pe Pavel, în vârstă de trei ani, pentru a se asigura că Laurențiu nu îl va trăda. Tudor și mama lui, Luminița (Carmen Tănase) nu vor afla niciodată adevărul despre dispariția lui Pavel, deoarece Laurențiu moare în închisoare fără să spună nimic.  Amândoi cred că Pavel este mort după ce poliția le-a adus cămășuța lui pătată cu sânge, iar Tudor crește învinuindu-se pentru ceea ce i s-a întâmplat fratelui său și fiind constant bântuit de pierderea sa.
Ani mai târziu, Tudor este exmatriculat din academia de poliție cu o săptămână înainte de absolvire de către comisarul Costoiu Emil (Șerban Pavlu).  La ceremonia de absolvire, îl amenință pe Costoiu cu pistolul : ”Eu ce sunt, comisare? Un accident, nu? Pe care-l arunci afară după 3 ani de muncă”. Este trimis la închisoare, unde primește bătaie de la gardienii pușcăriei. Ulterior, este dezvăluit că Tudor și Costoiu au planificat totul pentru ca Tudor să se infiltreze în clanul lui Măcelaru' ca ofițer sub acoperire și să ajute la arestarea lui. Lucrurile iau o întorsătură neașteptată când Tudor se îndrăgostește de Vera Maximilian (Theo Rose), fiica adoptivă și avocata lui Bebe, care, fără să știe, este prieten foarte apropiat cu propriul său frate.
Ce rămâne constant e crezul lui Tudor, indiferent de situație, și durerea mamei sale, Luminița, care simte că și-a pierdut și cel de-al doilea copil.
Pavel, redenumit David Pribeagu, nu-și amintește nimic despre familia sa și îi este loial lui Bebe, crezând că l-a salvat pe el și pe Vera de abuzurile lui Ciomag pe care au trebuit să le îndure pe străzi. El devine ofițer de poliție și este acceptat ulterior în echipa lui Costoiu, unde acționează ca spion pentru Măcelaru'. După ce se îndrăgostește de Ilinca Anghel (Mădălina Craiu), verișoara lui Tudor, loialitatea lui față de Măcelaru' este testată în mod repetat până în punctul în care începe să aibă îndoieli cu privire la acțiunile sale. David dezvoltă o relație strânsă cu propria sa mamă, Luminița, și o rivalitate acerbă cu Tudor, neștiind deloc că ei sunt adevărata lui familie.

## Distribuție

### Personaje principale:
- Denis Hanganu - Tudor Achim/Gaboru': fiul Luminiței și a lui Laurențiu Achim; după arestarea tatălui său și dispariția lui Pavel, obiectivul lui Tudor era să devină polițist, dar a fost exmatriculat iar apoi condamnat și închis; după 2 ani prin intermediul lui Pelicanu' intră în clanul lui Măcelaru' călcând aparent pe urmele tatălui său; el lucrează, de fapt, ca ofițer sub acoperire pentru comisarul Costoiu pentru a-l aresta pe Bebe Udrea; se îndrăgostește de Vera, fiica lui Bebe, și dezvoltă o rivalitate acerbă cu David Pribeagu, care este, fără să știe el, fratele lui, Pavel; este deseori referit drept Gaboru' de către clanul lui Măcelaru' din cauza faptului că a fost student al Academiei de Poliție. După evadarea lui Măcelaru' din arestul Poliției, Tudor este declarat mort, în urma planului întocmit de comisarul Costoiu împreună cu chestorul Genescu(Seba) de a spăla rușinea BCCO.În urma planului de a o găsi pe Silvia, conceput împreună cu Costoiu și Miruna, o trimite pe Vera la Diamant, dar aceasta își pierde dispozitivul de urmărire iar mai târziu, primește un mesaj de la Vera. Încercând să îl ajute pe chestor,Tudor se duce după acesta, dar ajunge prea târziu pentru a-l salva. Când Tătuțu îl vede viu, acesta îi ordonă lui Sergiu să îl omoare, dar este salvat de Vera.În urma prinderii lui Măcelaru', Tudor este promovat de comisarul Costoiu în cadrul unei ceremonii special organizate pentru acesta la gradul de subinspector.
  - Nicolae Pavlu - Tudor Achim (copil)
- Marian Olteanu - Pavel Achim/David Pribeagu/Doru' Călătoru'/Gaboraș': fiul Luminiței și a lui Laurențiu Achim; este un ofițer de poliție corupt din brigada comisarului Costoiu și inițial un antagonist major, care lucrează în secret ca informator pentru Măcelaru'; a crescut pe străzi, unde a fost forțat să cerșească și a suferit abuzuri constante din partea celui care l-a răpit, Ciomag; nu știe că Bebe, bărbatul care l-a adoptat și pe care îl consideră tată, este și cel care a ordonat răpirea lui; din cauza traumei pe care a suferit-o în copilărie, are încredere în puțini oameni și nu are prieteni cu excepția Verei, pe care o iubește ca pe o soră; cea mai mare dorință a lui este să-și găsească adevărata familie; David este foarte încrezător în abilitățile sale până la aroganță și reușește să-l salveze pe Bebe de închisoare de mai multe ori în timpul serialului; se îndrăgostește de Ilinca Anghel, verișoara lui Tudor, și se apropie de Luminița Achim, adevărata sa mamă; influența celor două femei îl face în cele din urmă să aibă îndoieli serioase cu privire la acțiunile sale. I se mai spune și Doru' Călătoru'/Gaboraș',fiind poreclit greșit de Olivia Stamate, respectiv Ciomag.În timp ce se pregătea să fugă din țară cu acte ilegale, este prins și răpit de către Ciomag, care încearcă să îl facă să-și aducă aminte de adevărata lui familie. După ce află că Tudor ar fi murit, acesta este de acord să îi ajute pe Ilinca și Strâmbea să afle adevărul,nu înainte de a afla de la Ilinca faptul că Tudor este fratele său. A primit sentința de închisoare cu suspendare dar încalcă în secret ordinul pentru a-l vedea pe Tudor de la distanță cum este la ceremonie
  - Călin Vasile - Pavel Achim (2 ani)
  - Paul Cheyrouze - Pavel Achim (copil)
- Șerban Pavlu - Emil Costoiu/Mirel Butică/Comisarul "Pufuleți" : comisarul-Șef al BCCO (Brigada de Combatere a Criminalității Organizate), care urmărește activitatea lui Măcelaru' de mulți ani, sperând să-l aresteze; antipatia intensă a lui Costoiu pentru Bebe provine din faptul că Bebe l-a folosit încă din tinerețe pentru a-și detrona șeful cel mare, Machi/Francezu'; ca urmare, Costoiu s-a simțit responsabil pentru ascensiunea lui Măcelaru' la putere și a devenit hotărât să facă tot ce putea pentru a-l întemnița, sacrificându-și chiar și căsătoria în acest obiectiv; s-a folosit de numele "Mirel Butică" cu voce distorsionată pentru a-l influența pe Tudor să se concentreze asupra lui Măcelaru'.Ca urmare a unei descinderi la un depozit în urma unui presupus pont dat de Tudor, acesta găsește în camioane pungi cu pufuleți, de unde și porecla de Comisarul "Pufuleți". 
  - Alex Voicu - Emil Costoiu (tânăr)
- Carmen Tănase - Luminița Achim/Tanti'Luminița: mama lui Tudor și Pavel și fosta soție a lui Laurențiu; a fost ținută în ignoranță cu privire la activitățile soțului ei și l-a părăsit imediat după ce a fost arestat, deoarece se simțea trădată de acțiunile lui și nu dorea ca și copiii ei să fie asociați cu un criminal; ea este profund afectată de dispariția lui Pavel și, ulterior, de condamnarea la închisoare și afilierea lui Tudor la clanul lui Măcelaru'; este o femeie bună, cinstită, cu o antipatie intensă față de Măcelaru pe care îl învinovățește pentru că i-a ruinat fericirea familiei sale.
- Mădălina Craiu - Ilinca Anghel: este o jurnalistă la publicația Dreptatea, ea este rudă prin alianță (de gradul 4 din partea lui Laurențiu, tatăl lui Tudor și Pavel) cu Tudor; Luminița a prins drag de Ilinca și o aduce din Maramureș la București pentru a învăța carte; îi iubește pe Luminița și pe Tudor ca și cum ar fi adevărata ei familie și este foarte devotată celor doi; se îndrăgostește de David fără să fie conștientă de faptul că el este Pavel sau de legătura lui cu Măcelaru'. Ea este prima care află că David este Pavel după ce David a fost răpit din nou de Ciomag dar de a-i spune adevărul și de a-l aduce înapoi de unde l-a răpit prima dată.Este împreună cu Iancu.
  - Smaranda Militaru - Ilinca Anghel (copil)
- Sergiu Costache - Sergiu Uruc/Nebunu': unul dintre cei mai de încredere oameni ai lui Măcelaru'; este, de la începutul serialului, singura persoană din clanul lui Măcelaru' care nu are cazier, fiind un necunoscut în registrul poliției fiind trimis de Măcelaru' la nevoie mare pentru a putea ascunde crimele; el este total devotat lui Măcelaru', respectându-i ordinele fără a comenta sau a ezita, dar este obsedat de Vera și, astfel, apare un conflict dintre Sergiu și Tudor; este poreclit Nebunu' de Tătuțu' datorită devotamentului său pentru clan.După ce Bebe a răpit-o pe Ileana(sora lui Obuz) de la nuntă și, în urma unei mutări, Sergiu se îndrăgostește,urmând ca în momentul încolțirii de către oamenii Sofiei Tobă, Ileana să îl salveze și să fugă cu acesta și astfel Sergiu devine mai sceptic față de Tătuțu. Sergiu are principiul de a nu traumatiza și/sau ucide copiii, și îl convinge pe Bebe să nu-l traumatizeze pe Mituț,un copil racolat de Ciomag și a ezitat să-l împuște pe Tudor după ce a aflat că fratele lui Tudor, Pavel, a fost răpit de Bebe la vârsta de 3 ani.După ce scapă de poliție și de Măcelaru' înainte de a fi trimis la Rahova, stă împreună cu Ileana și plănuiesc să fugă in Grecia cu banii lui Tătuțu alături de viitorul lui copil.
- Jojo - Magda Udrea: soția lui Bebe Udrea, mama copilului său mai mic, Florinel; ea ignoră activitățile ilegale ale soțului ei; este suspicioasă față de Vera și relația ei cu Măcelaru', crezând că Bebe este mult prea atașat de tânăra avocată; poate fi, de asemenea, manipulatoare uneori, deși nu la fel de mult ca Bebe; Pe timpul ce Măcelaru' este în arest cu Tudor, preia temporar conducerea Clanului la insistențele lui Sergiu. Magda are mereu o atitudine ostilă, furioasă și plină de ură asupra oamenilor din jurul lui Măcelaru' și din afara familiei. Este responsabilă pentru arestarea, închiderea Verei. După ce își primește fiul înapoi luat ilegal de Pelicanu, acceptă cu Sofia Tobă să preia clanul lui Măcelaru și luând parte la formarea Peliclanului. Își iubește mult fiul și se pune de bunăvoie în pericol de mai multe ori de dragul lui. A ajuns să aibe o viață normală medie cu Florinel
- Cristian Bota - Iancu: angajat în patiseria Luminiței Achim, "La mama lui Pavel" care are grijă de familia lui Tudor, cât timp acesta este plecat; a fost salvat de Tudor, care încă era în Academia de Poliție, de la o bătaie într-un șantier. În urma timpului petrecut alături de tanti Luminița și Ilinca, acesta se îndrăgostește de Ilinca, și astfel ajunge să țină la cele două femei ca fiind o familie pentru el. Este împreună cu Ilinca.
- Alexandra Sălceanu - Brândușa/Brându': secretara din brigada comisarului Costoiu; a fost iubita lui Dima și vrea să-l vadă pe Măcelaru' arestat și mort; este prima persoană care descoperă că Tudor nu îi este loial lui Tătuțu'. Ea a fost aleasă împreună cu Silviu ca fiind omul de încredere a Oliviei Stamate. Este poreclită Brându' și de către colegii polițiști din brigadă, prescurtare dată de comisarul Costoiu. A fost prezentă la ceremonia de depunere a jurământului al lui Tudor Achim și în prezent este împreună cu Silviu.
- Silviu Mircescu - Silviu: polițist în brigada comisarului Costoiu; este sceptic în ceea ce privește "timpul liber" al lui David; primește de la Olivia misiunea de a-i urmări pe Afganu' și Sofia Tobă împreună cu Mișu. El a fost ales cu Brândușa ca fiind omul de încredere a Oliviei Stamate.La comanda Oliviei Stamate de a-l fila pe David, îl găsește pe Florinel, dar este împușcat de Ciomag, iar mai târziu, încercând să îl oprească pe Măcelaru din a evada din sediul BCCO, are o confruntare în mod direct cu Sergiu și astfel ajunge internat la spital. După ce acesta și Brândușa îi ajută pe Tudor,Costoiu și Miruna și află de moartea lui Seba și a Verei Maximilian, este ordonat de comisar să îl aducă înapoi pe Tudor Achim prin orice mijloace și astfel,văzându-l pe Tudor în stare de șoc, îl lovește în cap și îl ia pe sus . A fost prezent la ceremonia de depunere a jurământului a lui Tudor Achim. Este împreună cu Brândușa
- Vasile Toma - Lucian Strâmbea: jurnalist la publicația Dreptatea și colegul de muncă al Ilincăi; discută cu Ilinca despre lumea interlopă și despre cazul decesului presupușilor părinți ai lui David Pribeagu, om important din Securitate, Ciprian și soția lui, Sonia Pribeagu.La aflarea veștii cum că David Pribeagu este Pavel Achim, acesta o sfătuiește pe Ilinca să nu spună nimănui.
- Ana Radu - Miruna Naumovici: - fiica lui Emil Costoiu și a Silviei Naumovici, care descoperă toate faptele tatălui său respectiv Bebe Udrea și Tudor Achim de a se alătura SRI-ului (Serviciul Român de Informații). Datorită funcției ei de la contraspionaj, află foarte repede de planurile lui Costoiu și ale lui Tudor și Chestorului Genescu.
- Diana Dănilă - Elena Ghindă "Ileana" - Este sora lui Gabriel Ghindă zis Obuz. A fost răpită de oamenii lui Măcelaru' iar în timpul mutării dintr-un loc în altul unde a fost salvată de Sofia Tobă, s-a îndrăgostit de Sergiu iar mai târziu o trădează pe Sofia în favoarea lui Sergiu, în planul Sofiei cu Magda să-l lichideze pe Sergiu și mai este adusă/răpită de Diamant la ordinele lui Tătuțu', acesta acuzându-l pe Sergiu de moartea Verei Maximilian și folosind-o ca și garanție pentru ca Sergiu să îl aducă pe Tudor Achim. Ileana este însărcinată cu copilul lui Sergiu.
- Dragoș Dumitru - Diamant: prietenul lui Tătuțu' din Țigănie; Măcelaru' este nașul fiicei lui. În urma evadării lui Măcelaru' din arest,acesta îl ajută și este pus de Tătuțu să adune oameni pentru a o răpi pe fosta soție a lui Costoiu(Silvia)și de a-i face jocurile criminale lui Măcelaru' din umbră, cât și de a afla de alianța dintre Pelicanu, Magda și Sofia (Peliclanul). Oamenii din Țigănie îl văd pe Măcelaru' ca pe un împărat, un idol de-al lor. A fost arestat și condamnat la închisoare.
- Natalia Călin - Ginuța: iubita lui Pelicanu care este imobilizată într-un scaun cu rotile și care îi ajută pe Pelicanu și Iulică să îl elimine pe Obuz punându-i o bombă într-un coș cu legume,fiind și motivul pentru care Iulică se simte neglijat de către Pelicanu.I se mai spune și Prima doamnă a Peliclanului. După 6 luni află că Pelicanu' a murit

### Personaje secundare:
- Lia Bugnar - Silvia Naumovici: fosta soție a lui Emil Costoiu și mama Mirunei Naumovici. A fost răpită de oamenii lui Diamant la ordinele lui Tătuțu, ca Măcelaru' să o folosească garanție pentru ca Costoiu să-i facă jocurile criminale, și de a-i ușura situația lui Bebe față de poliție și de asemenea este mutată într-o fermă de cai după moartea Verei Maximilian unde o întâlnește pe Ileana, sora lui Obuz.
- Radu Budeș - Avocatul lui Măcelaru', cu care se ocupă de-al salva pe Măcelaru' după arestarea Verei Maximilian , el a dat informații lui Măcelaru cum poate să-l recupereze pe Florinel și luat de Magda să facă reclamație asupra BCCO
- Filip Munteanu - Florinel Udrea: fiul lui Bebe Udrea și a Magdei Udrea, fratele vitreg al Verei Maximilian. A fost răpit de Ciomag în scopul răzbunării lui Ciomag asupra lui Bebe iar mai apoi dus în protecția copilului iar mai apoi luat de Pelicanu' să-l ducă înapoi la mama lui.
- Ioana Beatrice Tănasă - Sonia: asistenta Verei Maximilian; o ajută pe Vera să scape de sub observația clanului când Tudor era vânat de Măcelaru' și o mai ajută când Vera a fugit de David pentru că nu era de acord cu vorbele lui David, să stea în casa ei , ca Vera să nu fie prinsă de nimeni
- Andrei Mateiu - Bogdan Mateiu: om din BCCO (Brigada de Combatere a Criminalității Organizate), expert în telecomunicații și în prelucrarea de date din dispozitive, fiind un om cu principii, el le procedează doar cu mandat. Este prieten cu Costoiu, l-a ajutat să afle unde sunt localizați Bebe și Micu' și i-a spus lui Emil de mișcarea lui Seba de-ai lua cu forța asupra oamenilor din brigada lui Costoiu și îl mai ajută pe Costoiu să afle unde este ținută Silvia prizonieră de Măcelaru'.
- Ada Dumitru -"Diamanta":este soția lui Diamant. După ce Magda și Sofia Tobă află de jocurile criminale dintre Diamant și Tătuțu,aceasta este luată cu forța de acasă și interogată de cele două femei, acestea vrând să afle tot ce s-a întamplat de-a lungul timpului.

### Personaje decedate în timpul serialului:
- Alexandru Conovaru - Laurențiu Achim (decedat): soțul Luminiței Achim și tatăl lui Tudor și Pavel Achim; fost asasin al lui Măcelaru', fiind mâna dreaptă al lui Măcelaru'; este foarte loial și nu a spus absolut nimic despre clanul lui Măcelaru' poliției; (Măcelaru' îl răpise pe Pavel ca să fie sigur că Laurențiu nu-l va trăda); s-a sinucis după 3 ani de la încarcerare.
- Constantin Dogioiu - Mircea Gruiu (decedat): unul dintre oamenii de încredere ai lui Măcelaru'; este supranumit cel mai credincios om al lui Măcelaru'; îl bănuiește pe Tudor ca fiind cârtița din clan și decide să-l dea în vileag. Practic, Mircea a fost primul care a semnalat că Tudor este cârtița lui Costoiu; a fost ucis de Pelicanu' și Iulică prin strangulare pentru a-l scoate din minți pe Măcelaru' acuzându-l/înscenându-l pe Tudor de această crimă.
- Vasile Albinet - Zani (decedat): unul dintre oamenii lui Măcelaru'; inițial presupus mort, a lucrat cu Mircea în planul lui de a-l demasca pe Tudor; ucis din greșeală de Mircea în conflictul cu Tudor
- Eduard Trifa - Dima (decedat): polițist în brigada comisarului Costoiu, fiind și iubitul secretarei lui Costoiu, Brândușa;este prima persoană care își dă seama că David este cârtița din brigada lui Costoiu;a fost ucis prin împușcare de Măcelaru' pentru a-l proteja pe David
- Răzvan Oprea - Giani (decedat): mafiot care avea grijă de afacerile de infrastructură și unul dintre oamenii lui Măcelaru'; este fiul prietenului lui Constănțeanu', fiind și pretextul dintre neînțelegerile dintre Bebe Măcelaru' și Sandu Tobă; a căutat să se răzbune pe Tătuțu' din cauza furtului unei licitații de drum prin tentativa de omor a lui Pelicanu' și a Verei la balastieră, apoi îi cere lui Tudor să-l omoare pe Tătuțu' în schimbul unor informații despre Pavel, și pune in aplicare o tentativă de asasinat asupra lui Măcelaru' la Voievodal Băneasa, unde dă greș și îi sunt tăiate câteva degete; a fost ucis de Sergiu prin împușcare și ars tot de acesta la ordinul lui Măcelaru'
- Claudiu Dumitru - Machi/Francezu' (decedat): șeful lui Măcelaru' când acesta era tânăr; este trădat de Bebe Măcelaru' când îl folosește și pe Costoiu, pentru a-i fura puterea din cadrul mafiei din București; cauzele morții sunt necunoscute, cel mai probabil a murit în închisoare
- Alexandru Gaman - Ureche (decedat): unul dintre oamenii lui Măcelaru'; a fost ucis de Sergiu, pentru că a furat din banii lui Tătuțu'
- Iulian Postelnicu - Cristi Banu/Bursucu' (decedat): în trecut, unul dintre oamenii lui Ciomag și Măcelaru'; a căutat să facă rost de bani pentru fiica lui, Sabina, care avea leucemie, prin mesaje de amenințare cu voce distorsionată către Măcelaru'; s-a sinucis prin împușcare după ce planul lui de a-l șantaja pe Tătuțu' a dat greș, după ce Tătuțu îi promite că doar așa îi va trimite fiica la tratament și la facultate
- Miruna Bilei - Maria Păvăloi/Udrea  (decedată): prima și fosta soție a lui Bebe Udrea și mama Verei Maximilian; Înainte să fie împreună din 1996 cu Bebe trăia cu familia, săracă, fiind cea mai mare dintre cei șase frați. Conform arhivei din BCCO, totul se termină după ce s-a măritat cu Bebe. A fugit împreună cu Ilie Hajdu, fost șofer al lui Măcelaru'. Ea și-a schimbat numele în Sorina Dumitru și s-a ascuns într-un sat din Tulcea. A fost ucisă în anul 2000 prin împușcare de Măcelaru' ca răzbunare pentru trădarea ei.
- Virgil Aioanei - Ilie Hajdu (decedat): fost argat al lui Măcelaru și iubitul Mariei; El s-a redenumit în Alexandru Mihai pentru a se ascunde cu Maria de Bebe Măcelaru'. A fost împușcat de Laurențiu Achim când a încercat să o apere pe Maria de Tătuțu'
- Ovidiu Niculescu - Sandu Tobă/Constănțeanu' (decedat): cel mai puternic lider al mafiei din Constanța, soțul Sofiei Tobă și tatăl lui Nadine Tobă, fost partener de afaceri a lui Măcelaru' care ulterior a început să colaboreze cu Afganu'; a fost ars în mașină de Măcelaru' ca o consecință a încercării lui de a-l omorî
- Cezar Antal - Marcel (decedat): om de legătură a lui Pelicanu'; ucis de Iulică cu lopata pentru că a cerut mai mulți bani într-o afacere
- Marin Grigore - Toma Mavrodin (decedat): l-a ajutat pe Ciomag după încercarea lui Măcelaru' de a-l elimina; a fost ucis prin împușcare de Ciomag pentru trădarea lui ulterioară
- Cătălin Nicolau - Mihai Nicolae/Micu' (decedat): unul dintre oamenii lui Măcelaru'; este ucis în bătaie de Tudor când a încercat să o salveze pe Nadine de la oamenii lui Măcelaru'
- Carmen Simionescu - Nadine Tobă/Stăpâna (decedată): fiica Sofiei Tobă și a lui Sandu Tobă, fiind trimisă de Constănțeanu' să preia tarlaua lui Măcelaru' prin intermediul lui Pelicanu', și studentă la o facultate din Suedia; a fost răpită de Sergiu și oamenii lui Măcelaru' și a fost împușcată de Micu' când încerca Tudor să o salveze
- Alexandru Nedelcu - Hristu Octavian (decedat): în teorie avocat, dar rolul lui este de-a menține pacea între clanurile mafiote, nefiind cumpărat de vreun clan; este neutru înainte de a deveni avocatul familiei Tobă în privința conflictului dintre clanurile lui Măcelaru' și al lui Constănțeanu'; s-a sinucis cu pistolul din mâna lui Tudor, pentru a nu turna când acesta îl interoga despre locația Sofiei Tobă, iar mai apoi ars de Tudor
- Dan Condurache - Gheorghe Briceag/Afganu' (decedat): fost ofițer din zona serviciilor externe, avea un business lucrativ în zona războiului din Afganistan pe trafic de armament, fiind fost aliat al lui Constănțeanu', iar în prezent cu soția lui Sandu Tobă, Sofia; Afganu' a acceptat oferta de alianță cu Pelicanu' dar îl folosește pe Pelicanu' inclusiv la tentativa de asasinat a lui Măcelaru' trimițând armata lui în pădurea Lacului Sinoe; a fost ucis prin strangulare de Pelicanu' pentru că acesta a fost pus în pericol în Lacul Sinoe
- Elvira Deatcu - Olivia Stamate (decedată): inspectoarea-șef al IGPR (Inspectoratul General al Poliției Române); a venit să facă ordine în brigadă, în urma eșecurilor constante ale comisarului Costoiu în încercarea de a-l prinde pe Măcelaru'; printre ordinele pe care le-a dat sunt urmărirea lui Afganu', Sofiei Tobă și a lui Tudor Achim, redeschiderea dosarului decesului lui Dima și recrutarea lui Tudor ca agent sub acoperire și adunat oameni de încredere din echipa lui Costoiu, Silviu și Brândușa; este printre primele persoane care află că, acum aproape 3 ani, Costoiu l-a trimis pe Tudor sub acoperire în clanul lui Măcelaru', mai apoi David Pribeagu fiind adevărata cârtiță a lui Măcelaru' , despre răpirea lui Florinel de către Ciomag și despre Ciomag și mai apoi că Vera este fata din sângele lui Bebe iar Bebe și-a ucis fosta lui soție/adevărata mamă a Verei Maximilian. La comanda Oliviei prin Silviu să se pună filaj pe David, l-a găsit pe Florinel dar cum disparția nu era anunțată, Bebe Udrea și Magda au fost decăzuți din drepturile părintești. A fost ucisă în explozia cu bombă fixată la casa Oliviei de oamenii lui Pelicanu' în frunte cu Obuz și argații lui. Ea este poreclită Femeia lui Costoiu de Bebe Măcelaru
- Alice Halpert - Patricia Pruteanu(decedată): polițistă în brigada comisarului Costoiu; visează să pună capăt crimelor lui Măcelaru' și fiind geloasă,vrea să o prindă pe Vera; de cele mai multe ori, primește misiunea de a-l urmări pe Tudor. A fost ucisă prin împușcare de către oamenii lui Măcelaru' la eliberarea lui Măcelaru' la coordonarea unui polițist din sediu și lui Sergiu
- Ioan Paraschiv - Ioan-Gabriel Ghindă/Obuz(decedat): inițial lider de o gașcă cu boxiori și fost asociat al lui Constănțeanu' și mai apoi fost membru cu armata lui în Peliclanu' fiind mâna dreaptă al lui Pelicanu' . Își iubește sora, Ileana, ca la un frate iar după răpirea surorii lui, a intrat în diferite discuții contradictorii cu Pelicanu. După ce Sofia Tobă a aflat despre planul lui Bebe de-a o muta într-un alt loc, Ileana este salvată dar pusă de Sofia să îi facă o ofertă de răscumpărare către Obuz și l-a pus pe Obuz să zică cine este capul care îl manevrează și să lucreze doar pentru Clanul preluat de Sofia, iar de dragul surorii sale, a spus că Pelicanu' l-a cumpărat. A fost ucis de Iulică prin înjunghiere cu capul de la trofeu, la tentativa de omor asupra lui Obuz de către Pelicanu' și se apropia ca planul să eșueze.
- Bogdan Farcaș - Costache Niță/Ciomag(decedat): fost asociat al lui Măcelaru', fiind și omul care l-a răpit pe Pavel; Ciomag este în cele din urmă trădat de Măcelaru', care încearcă să-l omoare împușcându-l; supraviețuiește și reapare ani mai târziu ca dușman de moarte, hotărât să-l distrugă pe Măcelaru' și să-i dezvăluie secretele; l-a răpit pe fiul lui Bebe, Florinel, făcându-l cerșetor, ca răzbunare, iar mai apoi l-a răpit și pe David să îi explice adevărul și să poate că David să-și aducă aminte foarte bine de dinaintea răpirii când încă era cu numele Pavel.A fost ucis prin înjunghiere de Vera Maximilian la aflarea adevărului care nu o tolerează Vera, la cina din Voievodal Băneasa, crâșma lui Măcelaru' , special amenajată de Ciomag să le spună la David și Vera adevărul despre Bebe și despre soarta lor înainte de Ciomag, respectiv Măcelaru'
- Vladimir Drăghia - Mihai Predescu/Mișu(decedat) : polițist în brigada comisarului Costoiu; este deseori confuz în ceea ce privește antipatia șefului său față de Măcelaru'; primește de la Olivia misiunea de a-i urmări pe Afganu' și Sofia Tobă împreună cu Silviu. El este suspectat alături de David și Dima ca fiind cârtița lui Măcelaru'.La întâlnirea acestuia cu Ilinca și Strâmbea,află adevărul despre Tudor Achim(ca fiind agent sub acoperire în clanul lui Măcelaru)și moartea Patriciei Pruteanu. A fost ucis prin împușcare de către Vera Maximilian,în urma traumelor suferite de aceasta în închisoare
- Daniel Popa - Sebastian Genescu/Seba(decedat) - Chestor-General al Poliției Române/IGPR / "Chestoru' ", a fost pus de urgență la conducerea BCCO după moartea Oliviei Stamate iar cum Costoiu este în concediu-medical, a ordonat ca informația morții Oliviei Stamate să nu fie publicată și a dat ordin la arestări la toți suspecții din lumea interlopă, arestarea lui Bebe Udrea, a Magdalenei Udrea și a lui Tudor Achim. El este apucat după moartea Oliviei, să-l termine pe Măcelaru' , așa că a ordonat ca toate activitățile deținute de Bebe să fie percheziționate și a luat la verificat toată Brigada de Combatere a Criminalității Organizate inclusiv suspendarea din funcții temporare a secretarei, Brândușa și a polițiștilor din brigada lui Costoiu (David, Silviu, Mișu și Patricia). El a descoperit de la Magda tot planul Oliviei în care vedea ca Bebe să fie prins în flagrant.Este un om lipsit de empatie și fără scrupule, dar și foarte încăpățânat iar din cauza metodelor sale de aplicare, a ruinat imaginea Brigăzii cu evadarea lui Măcelaru', și moartea Patriciei în sediul Brigăzii dar convins de Costoiu să nu publice evadarea înlocul presupusului deces al lui Tudor, dar și de moartea lui Mișu după ce Costoiu este nevoit să facă jocurile mafiote ale lui Măcelaru' cu garanția vieții soției lui Costoiu și convins de acea presupusă reclamație de la "Nelu Scobitoare". Intră în diferite discuții contradictorii cu Costoiu precum că Bebe nu este în spatele atacului asupra Oliviei. Este poreclit Seba de Emil Costoiu.După ce află că Silvia a fost răpită de Măcelaru',acesta îi arestează pe Tudor,Costoiu și Miruna Naumovici, vrând să afle personal planul de la Costoiu și trădându-i și peste planurile decise cu Miruna. A fost ucis prin împușcare de Măcelaru, în urma unei ambuscade pregătite de acesta și Sergiu în beci.
- Theo Rose - Vera Maximilian(decedată): fiica lui Bebe Udrea și a Mariei; este avocata lui Măcelaru'; ea este sora adoptivă și cea mai bună prietenă a lui David; părinții ei au fost uciși când ea era mică, iar ulterior a fost forțată să locuiască pe străzi, sub teroarea lui Ciomag, unde l-a cunoscut pe David, cu care s-a împrietenit; fără să știe, ea este, de fapt, fiica biologică a lui Bebe, care a fost direct responsabil pentru uciderea mamei ei, Maria; deși se îmbracă la modă și e considerată foarte frumoasă de toată lumea, ea nu are prieteni în afară de David, iar toată lumea e intimidată de legăturile ei strânse cu clanul lui Măcelaru'; este o persoană grijulie, dar și foarte iute în a scuza acțiunile lui Bebe, datorită recunoștinței și dragostei pe care le simte pentru el; se îndrăgostește de Tudor fără să-și dea seama inițial că este un polițist sub acoperire. Ea este sufletul cel mai de încredere al lui Măcelaru'iar lăsând activitățile lui Bebe la mâna Verei, Vera a fost arestată pentru trafic de droguri de mare risc iar în închisoare vede cu adevărat ce nu văd interlopii. Este responsabilă pentru uciderea lui Ciomag, respectiv Mișu, ca efect al traumei căpătate în închisoare.A fost ucisă prin împușcare din greșeală de Măcelaru' la insistențele asupra lui Sergiu dar ezitând de a-l omorî pe Tudor când a aflat că Pavel copil de 3 ani a fost răpit și astfel,Vera sărind să îl apere. 
  - Abia Ivcovici - Vera Maximilian (copil)
- Codin Maticiuc - Iulică(decedat) : cel mai bun prieten a lui Pelicanu'; lucrează pentru Măcelaru', înainte ca Pelicanu' să-l trădeze pe Măcelaru' și să fie nevoit să-l urmeze.Se face responsabil pentru uciderea prin lovituri repetate cu un trofeu asupra lui Obuz.După ce este prins de oamenii din mahala, este adus la Magda și Sofia, care îl iau la întrebări și îi taie câteva degete cu ciocanul.A fost ucis prin împușcare de oamenii Sofiei Tobă în urma descoperirii locului unde se ascundea Pelicanu,Magda și Sofia vrând să îl găsească pe acesta.
- Maria Obretin - Sofia Tobă/Coana Sofica/Constănțeana(decedată): a fost soția lui Sandu Tobă și mama lui Nadine Tobă; a preluat clanul lui Constănțeanu' după moartea soțului și a avut o relație conflictuală cu fiica ei, Nadine, până la moartea acesteia; A făcut o înțelegere cu Magda la cimitir ca Magda să-i ofere Sofiei informații din clanul lui Măcelaru' și o salvează pe Ileana, sora lui Obuz din controlul oamenilor lui Bebe și îl trece pe Obuz de partea ei. Ea acceptă împreună cu Magda propunerea lui Pelicanu' de-a forma Peliclanul din clanul lui Măcelaru și clanul lui Constănțeanu'. A fost ucisă prin împușcare de grupul Costoiu-Tudor-David/Pavel-Silviu-Miruna, accidental pentru a înnăbuși gruparea de argați ai Sofiei și Magdei. Este deseori referită drept Coana Sofica de Măcelaru' și Afganu'.
- George Ivașcu - Nelu Pascu/Pelicanu' (decedat): a fost omul de bază a lui Măcelaru'; îl întâlnește pe Tudor în închisoare și îi prezintă clanul; prioritatea lui principală este supraviețuirea, iar loialitatea lui este doar față de el însuși, motiv pentru care continuă să facă alianțe cu diverși inamici ai lui Măcelaru' (prin afilierea cu Nadine și Constănțeanu' - în care Pelicanu' a fost folosit de Constănțeanu' să îl asasineze pe Măcelaru - sau cea cu Afganu' la care s-a ajuns să-l lichideze după ce a fost folosit). Pelicanu' împreună cu Iulică au făurit Peliclanu' (clanul lui Pelicanu') și îl ia pe Obuz fiind primul om de-al lui. Pelicanu' îl ia pe Florinel de la protecția copilului și-l înapoiază la Magda, cu scopul să o aducă în Peliclan. Se face responsabil pentru tentativa de omor asupra lui Măcelaru',Tudor, inclusiv uciderea lui Afganu', a Oliviei Stamate și a lui Mircea Gruiu. Când descoperă un plan "genial" dar dement la el în cap, spune de fiecare dată "Paprika", interpretare greșită a cuvântului "Evrica". După ce află de la televizor de moartea Verei și a chestorului Genescu, acesta plănuiește să le elimine pe Magda și Sofia Tobă pe care le numește în mod umoristic "rapandule" prin a convinge membrii Peliclanului să îi dea toată marfa(pachete cu droguri) și de a-i întoarce împotriva celor două femei. A fost ucis prin împușcare de Bebe Udrea Măcelaru' la casa lui Diamant din Țigănie ca să o apere pe Magda de amenințarea lui Pelicanu dar și pentru toate faptele comise de Pelicanu' împotriva lui Măcelaru'
- George Mihăiță - Bebe Udrea/Măcelaru'/Tătuțu'/Nelu Măcelaru'(decedat): soțul Magdei Udrea și tatăl Verei Maximilian și a lui Florinel Udrea; este principalul antagonist al serialului, fiind cel mai puternic lider al mafiei din București; el a reușit întotdeauna să evite închisoarea datorită loialității profunde a celor din cartierul său, în ciuda multiplelor crime pe care le-a comis, precum: răpirea lui Pavel prin intermediul lui Ciomag, uciderea mamei Verei,Maria dar și asasinarea lui Constănțeanu'la domiciliul său din București prin incendiere și, de asemenea,se mai face responsabil de moartea Verei, acesta vrând să îl omoare pe Tudor. Bebe este complet lipsit de empatie, dar și inteligent, extrem de manipulator și capabil să mintă foarte bine, insuflă atât lui Pavel/David cât și Verei un devotament profund față de el; el îl consideră pe Tudor unul dintre cei mai de încredere oameni ai săi și nu știe deloc de-a lungul serialului că Tudor este, de fapt, polițist sub acoperire. Este numit în mod greșit Nelu Măcelaru' de către Silvia Naumovici,fosta soție a lui Emil Costoiu.După ce este arestat de frații Achim,Măcelaru' este trimis la penintenciarul Rahova,iar 6 luni mai târziu, primește o vizită din partea Magdei care îi dă pastile cu cianură,iar la întoarcerea sa în celulă,acesta înghite pastilele și astfel este aproape de moarte.A fost ucis prin împușcare de Sergiu la insistențele lui Măcelaru' asupra acestuia,Măcelaru' vrând să moară liber. 
  - Mălăele Ion Bogdan - Bebe Udrea/Măcelaru'(tânăr)

### Personaje care sunt din alte seriale:
Personaje din Groapa care apar în Clanul:
- Nicu Mihoc - Sandu Vlahu - este capul mafiei din Giurgiu, și tatăl lui Grigore, Vali și Sasha, cu vederi conservatoare și devotat religiei creștine. Fiind cel mai puternic om din oraș, toți oamenii din Giurgiu nu ies din cuvântul lui iar cei din Groapă îl aleg pe el naș la botezuri și căsătorii. Deși se cunoaște cu Bebe de foarte mult timp, este singurul mafiot care are o atitudine fermă împotriva drogurilor. Se înțelege cu Bebe prin Diamant ca Bebe să fie scos din România spre Turcia de la Giurgiu.
- Marius Manole - Alică - un homeless oligofren, și omul/spionul secret al lui Vlahu, îi primește la cererea lui Sandu pe Măcelaru', Florinel,Ileana și Silvia. Este poreclit H... de Bebe Măcelaru' din cauza comportamentului lui Alică de a repeta foarte mult anumite cuvinte și fraza "Ochii-din-cap"
- Maria Buză- Zina Vlahu - soția lui Sandu Vlahu și mama lui Grigore ,Vali și Sasha. La cererea Sofiei Tobă și Magdei, le ajută tacit să-l găsească pe Măcelaru' cu Florinel oferind niște condiții.
- Aurelian Culea - Duhovnic Varsandan- un duhovnic care la chemarea lui Sandu la o biserică în ruină la Bebe să-i ierte păcatele comise de Măcelaru'

### Personaje terțiare și episodice
- Emil Mitrache - Panait: un paznic din Penitenciarul Rahova
- Bogdan Ciubuciu - Stelu: este parte din brigada comisarului Costoiu în recoltarea probelor de la locul crimelor și analiza lor în laboratorul BCCO
- Alexandru Calangiu - Moroianu: chirurgul personal al lui Măcelaru'
- Lucian Viziru - Sorinache: omul lui Pelicanu', care s-a infiltrat în clanul lui Măcelaru' și a încercat să-l asasineze printr-un atentat cu bombă
- Claudiu Daniel Mihail - George Lascu: fiul lui Filimon Lascu, proprietarului clădirii unde se află patiseria "La mama lui Pavel"
- Alin Aronovici - Johnny: unul dintre oamenii lui Măcelaru', hacker plătit
- Gabi Gheorghe - Marian: partener de afaceri a lui Măcelaru'; este forțat să-și vândă firma lui Tătuțu'
- Alex Jitea - Panait: unul dintre oamenii lui Măcelaru'; a acționat ca un impostor când Tătuțu' i-a testat la început loialitatea lui Tudor
- Stehan Andrei Dan - Barbu: unul dintre oamenii lui Măcelaru'
- Radu Zetu Ioan - Sociu: unul dintre oamenii lui Măcelaru'
- Adrian Anghel - Culea: unul dintre oamenii lui Măcelaru'
- Ionuț Achivoaie - Sigartău: unul dintre oamenii lui Măcelaru'
- Florin Balcu - Individ 1 - asociat în armata lui Obuz, respectiv al lui Pelicanu'
- Daniel Drugă - Individ 2 - asociat în armata lui Obuz, respectiv al lui Pelicanu'
- Pavel Vasile - Individ 3 (Piuliță) - asociat în armata lui Obuz, respectiv al lui Pelicanu'
- Mihai Sorin - Individ 4 (Chirilă) - asociat în armata lui Obuz, respectiv al lui Pelicanu'
- Costin Bogdan Popa - Individ 5 - asociat în armata lui Obuz, respectiv al lui Pelicanu'
- George Rotaru - Răduță: polițist din București
- Darius Munteanu - Ducu: muncitor într-un depozit
- Sebastian Bălan - Sile: muncitor într-un depozit
- Robert Robert-Emanuel - șofer
- Vali Rupiță - vecinul Luminiței
- Mariana Claudia Amuzică - Vio
- Cătălina Nițu - recepționeră
- Vasile George Cătălin - paramilitar și om a lui Afganu'
- Cosmin Crețu - Liciu
- Claudiu Crăciunică - argat
- Costina Cheyrouze - judecătoare (voce)
- Arpad Cseu - paznic
- Florin Stancu - deținut 1
- Călin Mircea Freza - deținut 2
- Alex Caragea - cerșetor
- Bogdan Horga - muncitor
- Sorin Miron Presan - medicul Luminiței
- Dan Tomescu - registrator
- Francesca Fulop - recepționeră hotel
- Sorin Tofan - manager hotel
- Dimitrii Bogomaz - impostorul și dublura lui Constănțeanu'
- Andrei Ivan - polițist rutieră
- Costel Bulgarul - protestatar
- Nicolae Vicol - șef Antidrog
- Ștefan Fofir - frizer
- Cătălin Zmărăndescu - Malac: deținut
- Florin Calbajos - gardian
- Rotaru Georgian - polițist arest
- Marius Călugăriță - Viorel de la casă
- Vlad Galer - medic rezident
- Pușcatu Oana Cristina - Soră medicală
- Cristian Martin - Paznic spital
- Alexandrescu Andreea - Recepționeră Motel lângă Giurgiu
- Măndănac Emil Cristian - Medic
- Emanuel Chifor - Doctor
- Porumbacu Daniela-Gabriela - Chița - Colega de cameră a Verei
- Vișan Georgiana-Alexandra - Nica - Colega de cameră a Verei
- Marcela Moțoc - Cleo: șefa Ilincăi la serviciu
- Cosmin Dominte - "Polițist" corupt din cadrul sediului BCCO, care l-a ajutat pe Măcelaru' și pe Sergiu să fie Bebe scos din arest prin efracție.
- Florinel- Mituț - copil racolat de Ciomag care este pus de Ciomag să îi trimită lui David un reportofon și care de asemenea îl duce pe David la Ciomag

### Artiști/Maneliști care apar în serial:
- Bogdan de la Ploiești - Bogdan de la Ploiești - Apare în episodul 1 în primul sezon, la o petrecere organizată de Pelicanu' ca drept cinste pentru eliberarea lui Tudor Achim din închisoare
- Adrian Simionescu - Adrian Minune - Apare în episodul 3 în al treilea sezon, la nunta surorii lui Obuz, unde petrecerea a fost terminată de oamenii lui Măcelaru'

## Prezentare generală
| Sezonul | Sezonul | Episoade | Episoade | Premiera TV        | Premiera TV       |
| Sezonul | Sezonul | Episoade | Episoade | Prima transmisie   | Ultima transmisie |
| ------- | ------- | -------- | -------- | ------------------ | ----------------- |
|         | 1       | 13       | 13       | 19 septembrie 2022 | 12 decembrie 2022 |
|         | 2       | 13       | 13       | 19 februarie 2023  | 14 mai 2023       |
|         | 3       | 13       | 13       | 11 septembrie 2023 | 4 decembrie 2023  |
|         | 4       | 13       | 13       | 19 februarie 2024  | 13 mai 2024       |

## Lista episoadelor

### Sezonul 1 (2022)Sângele frate nu te face
| Nr. în serial | Nr. în sezon | Titlu                                        | Regizat de    | Scris de                  | Data difuzării     | RO telespectatori (milioane) |
| --- | ------------ | -------------------------------------------- | ------------- | ------------------------- | ------------------ | ---------------------------- |
| 1 | 1            | „Cain și Abel”                               | Anghel Damian | Anghel Damian, Lia Bugnar | 19 septembrie 2022 | 1,4 milioane                 |
| La ceremonia de absolvire a academiei de poliție, Tudor îl amenință pe comisarul Costoiu cu pistolul. Mama lui, tanti Luminița, se pune în fața lui; cu o seară înainte, se arată cum comisarul Costoiu îl cheamă pe Tudor la birou și îi spune că e exmatriculat din cauza antecedentelor tatălui său care fusese șoferul și mâna dreaptă a mafiotului Bebe Udrea, zis Măcelaru, făcându-i acestuia treburile murdare. În amintiri se arată cum tatăl lui, Laurențiu, e arestat și fratele său, Pavel e răpit de omul lui Bebe Udrea, Ciomag, pentru a-l împiedica pe Laurențiu să spună ceva poliției despre afacerile lui Bebe. Tudor intră în închisoare pentru 2 ani, unde cunoaște pe unii din apropiații lui Bebe, Pelicanul și pe acolitul său Iulică. La ieșire, va locui cu ei; într-o încăierare o salvează pe fiica Măcelarului, Vera Maximilian și astfel impresionează pe Bebe. David, proaspăt absolvent al academiei de poliție, șef de promoție, ajunge întâi în perioada de probă în echipa lui Costoiu, dar ajunge în final ofițer plin. Ilinca Anghel, jurnalistă, un fel de nepoată prin alianță a lui tanti Luminița, îl întâlnește pe David și încep să iasă împreună. În amintiri se arată, cum Ciomag și cu Bursucul, conducea o rețea infracțională de cerșetorie bazată pe copii. Lui Giani, interlop pe afacerile cu drumurile, îi este tăiată mâna de către Măcelaru și, înainte să fie prins de Costoiu, Tudor ia vina asupra lui și din nou impresionează pe Măcelaru. Nefiind plângere pentru vătămare corporală, e eliberat din arest preventiv. La sfârșitul episodului, se dovedește că David e omul lui Bebe Măcelaru, iar Tudor - al lui Costoiu infiltrat în bandă. |              |                                              |               |                           |                    |                              |
| 2 | 2            | „Totul are un preț”                          | Anghel Damian | Anghel Damian, Lia Bugnar | 26 septembrie 2022 | 1,2 milioane                 |
| Tudor se întâlnește cu Costoiu pe acoperiș, iar David cu Măcelaru într-un subsol. Se dovedește că amenințarea cu pistolul de la ceremonia de absolvire a fost înscenată, plănuită de Costoiu și Tudor pentru a-i câștiga încrederea lui Bebe Udrea și a se infiltra în clanul lui. Mai târziu, Costoiu îi dă lui David dosarul complet despre Bebe Măcelaru cu tot ce știe despre el. Tanti Luminița primește o cutie cu lucrurile lui Laurențiu din închisoare cu Pavel mai în vârstă decât era când a fost răpit, posibilă dovadă că acesta e în viață. În flashback, Tătuțu merge la Laurențiu să îi spună că îi va lua unul din copii ca garanție și îi cere să aleagă, dar apoi îl răpește pe celălalt. Îi promite că îi va trimite o poză anual cu el în viață totuși. Giani, cel care încercase să omoare pe Măcelaru și pe Vera în episodul anterior, îi cere lui Tudor să îl omoare pe Măcelaru dacă vrea informații despre frate-su. David îi cere lui Dima să o trimită pe Brândușa la registratură pentru ca el să poată intra în biroul șefului. Dima ajunge să stabilească o întâlnire cu Brândușa, secretara. Tudor întâlnește pe familia lui Măcelaru, se gândește să-l omoare, dar renunță când îi vede copilul. Vera și Bebe au neînțelegeri în fața altui om despre extinderea spre Turcia a afacerii, iar Tudor e trimis de Bebe să o urmărească ca să vadă dacă se întâlnește cu el. Se dovedește totul o încercare de a-l testa dacă era loial, test de care era totuși conștient. Proprietarul localului lui Tanti Luminița îi cere o chirie mai mare. Tudor ajunge să îl cunoască pe Sergiu Uruc. Apoi se întâlnește cu Vera la o cafea, încearcă să o facă să admită că are sentimente pentru el, dar ea ezită. Tudor îl descrie pe Tătuțu ca pe un mafiot murdar de sânge până la cot, zicând că nu există circumstanțe atenuante pentru tot ce a făcut și ajung să discute în contradictoriu. |              |                                              |               |                           |                    |                              |
| 3 | 3            | „Până când moartea ne va despărți”           | Anghel Damian | Anghel Damian, Lia Bugnar | 3 octombrie 2022   | 1 milion                     |
| David o invită pe Ilinca acasă la el, unde flirtează amândoi. David îi spune lui Tătuțu locația lui Giani. Tudor își cere iertare de la Vera și o invită la o tură cu mașina. Află de creșterea chiriei și merge și o plătește el. Tătuțu îl trimite pe Tudor cu Sergiu ca să îl omoare pe Giani, dar Sergiu nu îi spune lui Tudor, deși tot află. Tudor ajunge prea târziu ca să îl împiedice pe Sergiu să nu îl împuște pe Giani, dar îl salvează pe David, care fusese și el luat ostatic, pentru a-i răsplăti ajutorul dat mamei lui. Se împușcă singur în umăr. Sergiu dă foc corpului lui Giani, iar David se întoarce și îl salvează pe Tudor. Îl duce pe ascuns la Pelicanul la garaj, iar acesta îl duce la chirurgul personal al lui Bebe Udrea. Măcelaru decide să îl salveze. Tudor se trezește după o săptămână de la momentul împușcării și e îngrijit de Vera. |              |                                              |               |                           |                    |                              |
| 4 | 4            | „Și-acuma suntem chit?”                      | Millo Simulov | Anghel Damian, Lia Bugnar | 10 octombrie 2022  |                              |
| David se întâlnește cu Vera la vechiul loc unde erau ținuți ca cerșetori și îi cere socoteală pentru că l-a împușcat pe Tudor. Tătuțu îl pune pe Sergiu să se împuște ca pedeapsă pentru neascultare, dar se răzgândește în ultima clipă. Atât Tudor cât și David au primul lor secret comun și îi mint pe toți cei din jur cu privire la ce s-a întâmplat în confruntarea dintre ei. Tanti Luminița se apropie de fiul său David, invitându-l acasă, culmea, la pomana lui Pavel, deși tanti Luminița nu acceptă că e mort. Simțindu-se responsabil pentru că i-a salvat viața mai devreme, Vera are grijă de Tudor în timpul convalescenței lui. Mănâncă împreună, flirtează mult și aproape se sărută, dar Vera din nou ezită. David găsește o casetă muzicală în casa doamnei Luminița, care îl adormea când era mic și adoarme ascultând-o. Costoiu e furios pe ce s-a întâmplat cu Giani. Luminița află că Tudor a fost împușcat. David îl urmărește pe Tudor, are loc o nouă confruntare și Tudor recuperează de la David fotografia lui Pavel pierdută în pădure. |              |                                              |               |                           |                    |                              |
| 5 | 5            | „Unul naște, altul moare”                    | Cristian Buje | Anghel Damian, Lia Bugnar | 17 octombrie 2022  | 1,2 milioane                 |
| Tudor îi dă lui Costoiu telefonul ascuns al lui Giani. Îi cere să investigheze despre frate-su condiționând ajutorul său viitor de noi informații. Acesta îi spune după analiză că a găsit informații despre un anume Mirel Butică, coleg de celulă cu tatăl său. Tudor e angajat ca șoferul Magdei și al fiului lui Bebe. Fiind zi de joi, Magda îl convinge pe Bebe să meargă la botezarea fetei lui Diamant, prieten cu Bebe, din Țigănie. Luminița se prăbușește în magazin fiind supărată de cearta cu Tudor legată de rana lui. La spital o cunoaște pe Vera. Văzându-l, mai târziu, pe David lângă tanti Luminița, Bebe Măcelaru vrea să le răcească relația și îl trimite pe Sergiu la restaurantul Luminiței cu un mesaj „David l-a împușcat pe Tudor”. David și Ilinca se sărută. Sergiu se întâlnește cu Vera și îi spune că a văzut-o la casa lui Tudor, când acesta era în convalescență, ieșind de dimineață și o pot vedea astfel și alții și asta răcește relația dintre Vera și Tudor. |              |                                              |               |                           |                    |                              |
| 6 | 6            | „Iertarea lui Dumnezeu”                      | Peter Kerek   | Anghel Damian, Lia Bugnar | 24 octombrie 2022  |                              |
| Ilinca citește mesajul lui Sergiu și îl confruntă pe David. După ce e blestemat de Luminița, Măcelaru vrea să îi dea foc bucătăriei unde lucrează, dar e convins de Vera să renunțe. „Butică” îl contactează pe Tudor cu voce distorsionată și îi spune că are niște condiții dacă vrea să afle despre frate-su. Vera îl bănuiește pe Tudor a fi cârtiță pentru Costoiu. Florinel repetă pentru o piesă de teatru. Măcelaru prinde pe o persoană care i-a furat din bani și îi cheamă pe toți ca să o pedepsească în fața tuturor și să dea astfel un exemplu. |              |                                              |               |                           |                    |                              |
| 7 | 7            | „Avem o cârtiță!”                            | Peter Kerek   | Anghel Damian, Lia Bugnar | 31 octombrie 2022  | 1,16 milioane                |
| Vera are remușcări despre faptul că l-a mințit pe Măcelaru legat de Tudor. Sergiu cară 2 cadavre într-o dubă după ce Măcelaru i-a dat ca exemplu în fața tuturor ca să nu mai fure de la el, Tudor îl informează pe Costoiu, dar acesta refuză pontul, preferând să meargă după șefii cei mari Constănțeanu și Măcelaru. Are loc întâlnirea dintre Măcelaru și șeful mafiei drogurilor transportate pe mare, Sandu Constănțeanu. Este urmărită în întregime de poliție, dar nu reușesc să prindă afirmații incriminatoare ce ar rezista în justiție. Costoiu așteaptă transportul de droguri din ziua următoare pentru a realiza arestul. Măcelaru îi cere lui Tudor să îl îndepărteze pe David de familia lui, ca să nu aibă polițiști în apropiere. Ilinca îi dă informații despre Ciomag lui David. Iancu e angajat de Luminița în contra unui salariu mic, dar și cazare și masă, fiind de fapt trimis de Tudor ca să o ajute pe mama lui după problemele de sănătate. Echipa lui Costoiu merge în interceptarea camioanelor cu droguri, dar le găsește goale. Are loc serbarea lui Florinel; acesta are trac de scenă, dar e îmbărbătat de Tudor. Vera îl testează pe Tudor dându-i laptopul cu munca ei. Costoiu bănuiește că are o cârtiță în birou. Tudor cere lui Costoiu să nu o implice pe Vera deloc în operațiunile de arestare. Tudor nu ajunge să vadă ce e pe laptop, dându-i prioritate lui Florinel. Tudor se sărută cu Vera și sunt văzuți de Magda. Tudor găsește transportul de droguri la Sergiu. |              |                                              |               |                           |                    |                              |
| 8 | 8            | „Libertate!”                                 | Peter Kerek   | Anghel Damian, Lia Bugnar | 7 noiembrie 2022   |                              |
| David fură transportul de droguri în timpul arestării lui Măcelaru fără să fie văzut de Tudor, care era la câțiva metri distanță. David îl înregistrase anterior pe Costoiu în mașină. Costoiu arestează în masă pe toți. David ascunde drogurile în pădure. Tudor îl urmărește la început, dar apoi îi pierde urma, iar când ajunge la dubă drogurile deja erau ascunse. În amintiri se arată cum, în urmă cu 30 de ani, Costoiu și Mache/Pufulete sunt trași în țeapă de Măcelaru, care fură pe vechiul cap al mafiei și devine el șeful și cum Costoiu primește 6 luni suspendare din cauza asta. Magda îl avertizează pe Tudor să aibă grijă cu Vera. Tudor îi cere lui David să stea departe de familia lui. În urma scandalului de la poliție și a declarațiilor în fața presei, inspectorul general îi cere să îl elibereze pe Măcelaru și pe Constănțeanu. David flirtează cu Brândușa, obține cheile mașinii lui Costoiu și își recuperează dispozitivul de înregistrare. Costoiu încearcă să obțină ceva compromițător de la Micu, Sergiu și Mircea, dar fără succes. Măcelaru merge pe ascuns cu o altă mașină la întâlnirea cu David la catacombe, pentru a recupera drogurile, dar e urmărit de Tudor. Totuși, Tudor se dă de gol când îi sună mobilul. Măcelaru pleacă, iar între David și Tudor are loc un schimb de focuri fără să se vadă unul pe celălalt. Tudor culege gloanțele, resturile de focoase și i le dă lui Costoiu pentru a afla cine e cârtița din secție. Vera îl pune la respect pe Sergiu, cerându-i să nu se mai bage în viața ei. |              |                                              |               |                           |                    |                              |
| 9 | 9            | „Prima noapte de dragoste, ultima de război” | Anghel Damian | Anghel Damian, Lia Bugnar | 14 noiembrie 2022  |                              |
| Tudor vine acasă la Vera. Își consumă în sfârșit amândoi relația (fac sex). Raportul balistic asupra gloanțelor e neconcludent, neexistând o evidență clară decât asupra gloanțelor din misiune, nu și asupra celor din poligon. Sunt 3 suspecți: David, Dima și Mișu. Costoiu vorbește cu fiecare separat, le spune problema și că îi bănuiește pe ceilalți doi. Se așteaptă ca cel vinovat să vină primul cu dovezi împotriva celorlalți doi. David îi plantează lui Mișu un telefon prin care îl face pe Dima să îl bănuiască pe acesta, Dima îi spune lui Costoiu, iar Tudor găsește alte dovezi care îl incriminează pe Dima la el acasă. Dimineață, Costoiu, care e trecut în agenda mobilului lui Tudor ca "iubirea mea" ca să nu trezească suspiciuni în clan, îl sună pe Tudor. Vera vede și se supără - devine rece față de Tudor. Constănțeanu îi spune că nu îi va da niciun ban pentru primul transport fiindcă i-a ucis pe fiul prietenului său, pe Giani. Constănțeanu îl amenință pe Măcelaru cu o grenadă. Măcelaru trece toată averea și firma pe numele Verei. O eroare de plată a lui David de la un local îl face pe Dima să meargă după el ca să îi returneze banii. Îl prinde în flagrant vorbind cu Măcelaru, încearcă să îl aresteze, dar e împușcat de Măcelaru. Magda îi povestește Verei că ultimul șofer cu care s-a culcat a fost ucis de Măcelaru. Costoiu și Tudor ajung imediat la locul unde a fost împușcat Dima. David are pentru prima dată remușcări pentru o faptă rea în care a fost implicat. Uciderea lui Dima e considerată reglare de conturi. În flashback se arată cum Ciomag e plătit de Măcelaru pentru treaba cu copiii și apoi ucis de acesta din spate. Patricia emite ipoteza că mai e o cârtiță în secție, pe lângă Dima. Ilinca publică articolul despre Ciomag și atrage atenția lui Măcelaru.                                                                    |              |                                              |               |                           |                    |                              |
| 10 | 10           | „Adevărul de la Gara de Nord!”               | Millo Simulov | Anghel Damian, Lia Bugnar | 21 noiembrie 2022  |                              |
| David o avertizează pe Ilinca să renunțe la investigație din grijă ca să nu pățească ceva rău. Vera află că de fapt era mama lui Tudor, cea trecută în telefon "iubirea mea", schimbare făcută de Tudor recent ca să îl acopere pe Costoiu. Tudor cu Costoiu, dar și David cu Măcelaru vorbesc despre întâmplările recente cu Dima. David pune un cuțitar să o amenințe pe Ilinca ca să înceteze să scrie pe blog. Apare mai târziu și o liniștește după eveniment, apoi e văzut de Tudor când îl plătește pe cel care a amenințat-o cu cuțitul, deși Tudor nu știe exact cine e. Îi cere socoteală totuși pentru asta și pentru că s-a apropiat iar de familia lui, dar discuția degenerează într-o bătaie. Luminița îi vede și oprește bătaia. Măcelaru primește un stick cu un video cu un șantaj, sursa cerând bani în schimbul tăcerii legate de copiii cerșetori. David vrea să ajungă primul la Ciomag ca să îl pedepsească pentru cât a îndurat de la el în copilărie. Costoiu află că sursa anonimă a Ilincăi e Cristi Banu zis Bursucu. Iulică și Pelicanu găsesc poza lui Pavel între lucrurile lui Tudor. Tătuțu îi spune lui Sergiu că din cauza amprentelor luate de poliție nu-l mai poate folosi, iar, ca răspuns, el își arde palmele. Bursucu îi spune lui Tudor povestea de origine a Verei - că e fiica de sânge a lui Măcelaru. Iulică și Pelicanu investighează despre Pavel la bucătăria Luminiței. Măcelaru merge (cu Tudor) să se întâlnească cu cel care îl șantajează, Bursucul. Sergiu sechestrează între timp pe fiica Bursucului, iar Măcelaru îi prezintă dovada. Măcelaru își reia poziția de putere: îi oferă sănătatea fiicei lui, adică tratament și educație superioară în schimbul vieții lui. Costoiu cu echipa ajung la fața locului, iar Bursucul se sinucide. La sfârșitul episodului se arată cum Ciomag privea din depărtare toată acțiunea.                                  |              |                                              |               |                           |                    |                              |
| 11 | 11           | „Suntem datori cu o moarte”                  | Milo Simulov  | Anghel Damian, Lia Bugnar | 28 noiembrie 2022  |                              |
| Mircea se întâlnește cu Pelicanu și Iulică pentru a cere informații despre Tudor. Vera îi spune lui Tudor despre faptul că Magda știe despre ei. Ascultând bănuielile lui Mircea despre Tudor, Măcelaru îi cere lui David să investigheze despre el. David și Ilinca se împacă. Magda îi povestește lui Tudor despre fostul șofer cu care a avut Vera o aventură. Mircea îi întinde o capcană lui Tudor: îi prezintă un fals video compromițător cu Măcelaru ucigând pe cineva (Zani), cerându-i să îl șteargă. Acesta îl șterge după ce îl copiază pe cloud. Tanti Luminița îi dă lui David cămășuța (plină de sânge) a lui Pavel de la dispariția din urmă cu 20 ani ca să o testeze de ADN. Tudor îi dă falsa dovadă video de pe stick lui Costoiu. Fusese urmărit de Mircea până la întâlnirea cu Costoiu pe acoperiș. E chemat la depozit, presupusul loc al faptei (unde a avut loc crima) și Mircea îl dă în vileag. Se dovedește înscenarea videoclipului, Zani fiind în viață. Tudor profită de un moment de neatenție și se apucă să se bată cu amândoi. Zani e înjunghiat din greșeală de Mircea, apoi Tudor îl bate pe Mircea, dar e lovit din spate cu o bâtă. Se trezește după ce a fost cărat într-un parc cu un bilet în buzunar pe care scria: „Fugi”. Tătuțu îl găsește pe Mircea spânzurat de o grindă în depozitul respectiv. Tudor ia pe Ilinca și pe mama lui și se ascunde. Se întâlnește cu Costoiu și îi povestește tot. Refuză oferta lui Costoiu de a fugi și caută pe cel care i-a înscenat totul. Îl bănuiește pe Sergiu. Luminiței i se face rău și sunt obligați să meargă la spital și să iasă din ascunzătoare, Tudor nefiind acasă. |              |                                              |               |                           |                    |                              |
| 12 | 12           | „Fuga!”                                      | Anghel Damian | Anghel Damian, Lia Bugnar | 5 decembrie 2022   |                              |
| Tudor găsește lucruri ale Verei la Sergiu în dulap. Luminița și Ilinca sunt prinse de Sergiu și de oamenii lui Măcelaru cu ajutorul unei mite date unui asistent medical. Sunt ținute într-un beci. Asistenta Verei creează o diversiune în timp ce Vera fuge de sub pază ca să se întâlnească cu Tudor. Îi cere Verei să accepte să fie răpită de el. David îi cere lui Măcelaru protecție pentru Ilinca, să aibă grijă să nu pățească nimic. Tudor înregistrează mesaj de adio pentru Ilinca și mama lui, unde spune tot adevărul. Vine acasă la Măcelaru și îi cere familia lui înapoi la schimb pentru Vera. Îl urmărește pe Sergiu până la locul unde le ține ascunse pe amândouă, îi dă una în cap lui Sergiu și le salvează. O trimite pe Vera înapoi la Tătuțu. David ia echipa BCCO ca sprijin pentru Măcelaru la Cernica, unde trebuia să aibă loc schimbul. În amintiri se arată cum Măcelaru a ucis-o mama Verei, Maria și pe noul ei bărbat. Tudor le ascunde pe tanti Luminița și pe Ilinca în altă casă. Ajunsă înapoi la casa lui Tătuțu, Magda o ia pe Vera la mișto cu răpirea acesteia, din cauza relației ei cu Tudor. |              |                                              |               |                           |                    |                              |
| 13 | 13           | „Păcatele se plătesc!”                       | Anghel Damian | Anghel Damian, Lia Bugnar | 12 decembrie 2022  |                              |
| Costoiu îl chestionează pe David cu privire la faptul că a luat echipa în pădure la Cernica după un presupus ordin al comisarului, iar David îl minte că are un informator în clanul lui Măcelaru. Apoi Costoiu o reinstaurează pe secretara Brândușa în drepturi, după ce o bănuise a fi în cârdășie cu Dima. Pelicanul îl înfricoșează pe Măcelaru spunându-i că Tudor acum nu mai are limite în curajul lui după ce a răpit-o pe Vera de sub nasul lui și poate să îi facă rău în propria casă și, astfel, reușește să își pună oameni în echipa de pază a Măcelarului. Tudor merge la Iulică și vede scrisul asemănător cu cel din buzunar de atunci când s-a trezit în parc după uciderea lui Mircea. Îl obligă să spună tot. Micu, Sergiu și Pelicanu sunt prinși de o domnișoară necunoscută (Nadine, fiica lui Constănțeanu). Măcelaru află de răpirea oamenilor săi și intră în paranoia. De fapt, Pelicanu vrea să preia șefia clanului. Pune o bombă în mașină lui Tătuțu prin oamenii lui. Îl sună pe Măcelaru spunându-i că a fugit de unde era prins, fiind cu toții răpiți de Tudor și îl cheamă în ajutor. Mașina explodează. Toată lumea crede că a murit Măcelaru. Stelu, de la laboratorul BCCO, îi spune lui David că sângele de pe cămașa lui Pavel nu are ADN comun cu Luminița. David află că vinovat de moartea lui Tătuțu ar fi Tudor, îl caută și îl urmărește ca să îl omoare. Ajung la un depozit. Sfârșitul sezonului are loc când David e aproape să tragă în fratele său. |              |                                              |               |                           |                    |                              |

A urmat sezonul 2 cu noi episoade care au fost difuzate în 2023, după ce s-au finalizat filmările.

### Sezonul 2 (2023)Focul nu iartă
| Nr. în serial | Nr. în sezon | Titlu                               | Regizat de    | Scris de                  | Data difuzării    | RO telespectatori (milioane) |
| --- | ------------ | ----------------------------------- | ------------- | ------------------------- | ----------------- | ---------------------------- |
| 14 | 1            | „E vreme de război!”                | Millo Simulov | Anghel Damian, Lia Bugnar | 19 februarie 2023 | 1,3 milioane                 |
| Episodul începe de unde s-a sfârșit primul sezon. Când îndreaptă pistolul să îl împuște, David descoperă că Tătuțu e în viață. Tudor îl informase cu câteva ore înainte pe Măcelaru despre bombă. Acesta, inițial reticent, verifică și apoi reîncepe să aibă încredere în Tudor. Câștigă apoi primul loc în respectul lui Măcelaru. Pelicanu reunește clanul și încearcă să preia conducerea. Tudor intră în adunare și îi convinge că el merită să fie șeful, lăudându-se că, în 70 de ani, doar el a reușit să-l omoare pe Măcelaru. Îl provoacă pe Pelicanul la luptă pe față pe viață și pe moarte, dar Pelicanul nu are curaj. Măcelaru se arată viu în fața familiei apropiate. Pelicanul încearcă să câștige susținerea familiei lui Tătuțu. Tudor îi propune lui Constănțeanu să facă afaceri cu împărțirea profitului 50-50. Ilinca află că Tudor e șeful clanului. Constănțeanu și Tudor stabilesc o întâlnire de afaceri seara în pădure. Constănțeanu află că Măcelaru e în viață și îi pregătește o ambuscadă. Îl trimite pe Sergiu ca să se răfuiască cu Tudor, dar acesta îi spune că Tătuțu e în viață. Măcelaru îl cheamă pe David la locul ambuscadei, unde era ținut pe loc de Constănțeanu și oamenii lui. |              |                                     |               |                           |                   |                              |
| 15 | 2            | „Noaptea întrebărilor fără răspuns” | Peter Kerek   | Anghel Damian, Lia Bugnar | 26 februarie 2023 |                              |
| David și jumătate de echipă ajung la locul ambuscadei. Costoiu și restul echipei intervin între Sergiu și Tudor. Sunt toți arestați cu excepția lui Bebe Măcelaru. Echipa lui Costoiu e nemulțumită de secretele lui față de ei. Magda îi spune lui Măcelaru despre Vera și Tudor. Sunt interogați în arest toți, dar fără succes și inspectoarea șefă îi cere lui Costoiu să le dea drumul. Măcelaru găsește oameni ca să ia vina asupra lor în privința morții lui Mircea și Tudor e eliberat imediat. |              |                                     |               |                           |                   |                              |
| 16 | 3            | „Cenușa”                            | Millo Simulov | Anghel Damian, Lia Bugnar | 5 martie 2023     |                              |
| Constănțeanu îl trimite pe Pelicanu' la Constanța cu Nadine. În timp ce vorbea la telefon cu Afganu', toată echipa de pază a Constănțeanului e lichidată de Sergiu, Micu și alți oameni ai lui Bebe. Apoi i se dă foc în timp ce era legat în mașină. Tudor, David și familia iau masa împreună și îngroapă securea războiului pentru Ilinca. Nadine află despre moartea tatălui său, se întoarce înapoi în București și îl lasă pe Pelicanul pe drum. Măcelaru' îl aduce pe Iulică ca să-l prindă pe Pelicanu' și îl trimite cu Tudor. Ciomag sau sub numele de Adevărul de la Gara de Nord îi trimite mesaj Ilincăi despre investigația cu copiii cerșetori. Ilinca plânge, iar David vine să o consoleze și o îndeamnă să continue investigația. Vera se îndepărtează de Tudor de frică să nu pățească acesta ceva de la Măcelaru, precum vechiul șofer. Costoiu și echipa merg după Pelicanul. Tudor îl prinde pe Pelicanul, dar acesta îi promite informații despre fratele său dispărut. |              |                                     |               |                           |                   |                              |
| 17 | 4            | „Trecutul din prezent”              | Peter Kerek   | Anghel Damian, Lia Bugnar | 12 martie 2023    |                              |
| Pelicanu' și Iulică sunt luați ostatici de Tudor ca să îl cunoască pe Butică, așa cum îi promite Pelicanu'. David le prinde urma. Pelicanu' creează o diversiune și Iulică îl lovește pe Tudor din spate cu o rangă. David îl salvează pe Tudor în ultimul moment înainte să fie ucis de Pelicanu'. Echipa bănuiește pe Costoiu ca fiind cârtița lui Măcelaru și David îi convinge subliminal de asta. În flashback e arătat cum a fost împușcat Ciomag de Bebe și apoi salvat de Toma. Brândușa acceptă să fie spioana lui Costoiu în birou. Vera și David se văd și vorbesc despre Tudor, răpirea Verei etc, în timp ce Ciomag ascultă. Ciomag plănuiește să îl omoare pe Măcelaru. Tudor e iertat de Măcelaru că l-a pierdut pe Pelicanu'. Ilinca primește un nou mesaj de la Ciomag. Pelicanul și Iulică merg în pădure să recupereze o geantă ascunsă de 400 000€ și îl ucid pe Marcel, cel care i-a ajutat cu Tudor. Afganu' vrea ca Măcelaru să preia afacerile pe care le avea cu Constănțeanu, iar acesta îi pune, de supărare, condiții exagerate. |              |                                     |               |                           |                   |                              |
| 18 | 5            | „Curajul de-a-ți fi frică”          | Cristian Buje | Anghel Damian, Lia Bugnar | 19 martie 2023    |                              |
| David îi lasă pe ascuns lui Tudor formularul de constatare a decesului al realului hoț de tablouri Butică și Tudor deduce că Butică e Costoiu. La întâlnirea cu „Butică", Costoiu îi spune că Pavel e mort - pentru a se concentra din nou pe caz, apoi îl împușcă în picior pentru a-l împiedica să îi afle identitatea când acesta se apropie de el, dar, neînfricat, Tudor îi dă arama pe față. Îi spune că nu mai vrea să aibă de-a face cu el. Măcelaru o obligă pe Vera să stea în casa lui ca să nu pățească ceva de la Pelicanu'. Ilinca și David merg într-un parc noaptea să vadă cine e în spatele mesajelor de pe mobil. Ilinca primește un plic cu informații compromițătoare de la o fetiță. David vede un om (pe Toma) care se urcă într-o mașină și merg amândoi după el. La locul unde ajung, David îl vede pe Ciomag viu. Acesta plănuiește s-o omoare pe Ilinca și informațiile să fie găsite în casa ei pentru a atrage atenția asupra lor. Merg să se liniștească la restaurantul lor și fac "sex nebun pe mese". Iancu îi vede. Măcelaru' o ia la o plimbare pe Vera la un loc unde o ducea în copilărie și îi cere să preia conducerea clanului și îi interzice să aibă vreodată vreo relație, pentru că cine va veni, va veni pentru munca lui nu pentru ea. Pelicanu' și Iulică merg să își ofere serviciile Afganului. David simte că e urmărit pe stradă și îl prinde pe Toma. |              |                                     |               |                           |                   |                              |
| 19 | 6            | „E timpul să alegi...”              | Peter Kerek   | Anghel Damian, Lia Bugnar | 26 martie 2023    |                              |
| Ciomag vorbește cu David și îi cere să îi dea pistolul lui Toma, dovedindu-i că o are pe Ilinca prizonieră. Costoiu îi dă lui Tudor analizele sângelui de pe cămașa lui Pavel, dar pentru Tudor e prea puțin. Ciomag și David se confruntă. Deși încă îi este foarte frică și e traumatizat de Ciomag, pentru a o proteja pe Ilinca, își adună curaj și îl atacă. Toma îi cere cu arma la tâmplă lui Ciomag să ierte tot răul pe care l-a îndurat. David profită de ocazie și reușește ia pistolul înapoi. Îl împușcă în mână pe Ciomag și evadează cu Ilinca. Ilinca îi cere explicații lui David pentru nelămuririle din conversația dintre el și Ciomag, dar David, ca de obicei, are capacitatea de a improviza o poveste parțial adevărată pe loc pentru a umple lacunele. Avocatul familiei Constănțeanu/Tobă, Hristu Octavian, cere din partea familiei stingerea conflictului și promite jumătate din marfa de 2 tone blocată în port. Iulică și Pelicanu' sunt trimiși de Afganu' la coana Sofia cu o ofertă pentru marfa din port. Luminița îi cere Verei să stea departe de fiul ei și o amenință. David îi spune Verei că Ciomag trăiește și îi cere să nu îi spună încă Măcelarului. Vera îl avertizează că Ilinca e un pericol pentru David și face aluzie să fie omorâtă, ceea ce îl șochează pe David. |              |                                     |               |                           |                   |                              |
| 20 | 7            | „Să cădem la pace”                  | Mihai Chirilă | Anghel Damian, Lia Bugnar | 2 aprilie 2023    |                              |
| Coana Sofia îl amenință pe Pelicanu' cu pistolul ca să îi zică cine l-a trimis, dar el răspunde că nu e "sifonar". Se dovedește în final că Afganu' îi testa loialitatea. Măcelaru o ține din scurt pe Vera, încercând să îi controleze fiecare mișcare. Ilinca caută informații despre părinții adoptivi ai lui David și găsește neconcordanțele din ce i s-a povestit. Iancu își mărturisește dragostea față de Ilinca. Costoiu îi cere lui David să continue investigația legată de Pavel pe ascuns, dar la modul serios. Ciomag îl împușcă mortal pe Toma. David culege probe de la locul unde fusese ținută Ilinca și i le dă lui Stelu. Găsește o nouă adresă unde îl găsește pe Toma mort. E sunat de Ciomag, care îi dă opțiunea să accepte să îl ajute cu planul lui sau să fie pârât la Costoiu și apoi îi spune că are o mamă și un frate care plâng după el și în ziua de astăzi. Sofia se întâlnește cu Bebe, se înțelege pentru marfa din port și îi interzice să se apropie de fiica ei. David îi trimite un mesaj cu număr ascuns lui Măcelaru în care se dă drept Ciomag. Vera îi spune lui Tudor despre întâlnirea cu mama acestuia. |              |                                     |               |                           |                   |                              |
| 21 | 8            | „Pe urmele trecutului”              | Peter Kerek   | Anghel Damian, Lia Bugnar | 9 aprilie 2023    |                              |
| Măcelaru merge la locul indicat din mesaj și se întâlnește cu David și acesta îl interoghează despre Ciomag, dar acesta refuză să dea vreo informație și se face că nu știe mai multe. Tudor îl trimite pe Costoiu cu echipa la o locație unde nu e nicio marfă, ci doar pufuleți, care amintesc de trecut, când Costoiu încerca să-l aresteze pe Machi și a fost folosit de Măcelaru'; Tudor se răzbună astfel pentru farsa "Butică". Comisarul are o cădere nervoasă și își dă demisia. David se mută în altă parte. Tudor o întreabă pe mama lui despre discuția cu Vera. Îi zice despre ajutorul pe care Vera i l-a dat, lăsându-se răpită, când erau prizoniere ea și cu Ilinca la Măcelaru, la care Luminița îi răspunde că a acceptat să facă asta probabil doar "pentru că a pus ochii" pe el. Îi cere să se ducă să le ceară să îl lase în treaba lui, că dacă nu, merge ea să le zică. David bănuiește că e mințit de Bebe și îi spune asta Verei. Măcelaru intră în camera Verei pentru 2 vorbe și Magda îi cere socoteală pentru asta, dar primește o palmă. David plănuiește să fugă și îi cere Ilincăi să fugă cu el. Ilinca îi cere să mai aibă răbdare. El găsește investigația Ilincăi în accidentul părinților lui și pleacă. Stelu dă rezultatele amprentelor prelevate de David lui Costoiu și acestea ajung și la Tudor. Magda realizează că e posibil ca Vera să fie copilul adevărat a lui Bebe. Măcelaru invită pe Coana Sofia și pe fiica ei la el la restaurant ca să sărbătorească primul transport de droguri bine realizat și le servește caracatiță. |              |                                     |               |                           |                   |                              |
| 22 | 9            | „Sfinte Sisoe!”                     | Cristian Buje | Anghel Damian, Lia Bugnar | 16 aprilie 2023   | 1,1 milioane                 |
| Olivia Stamate, inspectoarea de poliție, îi anulează demisia lui Costoiu și va conduce bicefal împreună cu Costoiu timp de 6 luni secția. Măcelaru i-l cere Sofiei pe Pelicanul. Ea acceptă. Aceștia erau trimiși de Afganu' în port la Constanța. Ciomag intră în bucătăria Luminiței și Luminița își amintește de el din poza arătată de David; îi dă mesaj lui David, dar acesta e cu Costoiu. Vine la bucătăria Luminiței, dar ajunge prea târziu; Ciomag plecase. Are loc o confruntare între Luminița și Costoiu. Tudor e trimis de Măcelaru s-o urmărească pe Coana Sofia și își oferă ajutorul acesteia ca să îl elimine o dată pentru totdeauna pe Măcelaru. Măcelaru îl cheamă pe Johnny, cel care se pricepe la calculatoare, să vadă cine i-a trimis mesajul despre Ciomag și află că e unul dintre oamenii lui. David și Costoiu merg în locul unde a fost ținută prizonieră Ilinca de Ciomag. Noua inspectoare Olivia Stamate ia toată brigada din scurt și stabilește noi reguli drastice: să dea raportul zilnic, să nu se concentreze doar pe Măcelaru, etc Mișu e pus să fileze pe Afganu, Silviu s-o urmărească pe Sofia Tobă, iar Patricia - pe Tudor Achim. Patricia o admiră pe inspectoare, Mișu crede că „femeia e varză”, iar Silviu e excitat de ea. Magda dă ADN-ul lui Bebe și al Verei la o clinică pentru a vedea dacă sunt rude. Olivia redeschide dosarul morții lui Dima. Sofia îl trimite pe Lacul Sinoe pe Măcelaru pentru a-l găsi pe Pelicanul. Sergiu o răpește pe Nadine și Măcelaru o avertizează să nu îi întindă capcane, arătându-i dovada răpirii, fapt care o alarmează pe Sofia. David îl vede pe Bebe în noua lui casă și îl întreabă din ce familii i-a luat. Măcelaru îi spune că Vera e fata lui de sânge. |              |                                     |               |                           |                   |                              |
| 23 | 10           | „Ape tulburi”                       | Millo Simulov | Anghel Damian, Lia Bugnar | 23 aprilie 2023   |                              |
| Tudor încearcă să reia relația cu Vera, dar ea e reacționează plictisită la atingerile și vorbele lui. Îl consideră doar un amărât de șofer și Tudor acceptă să încheie relația definitiv. Tătuțu îi spune lui David că nu știe din ce familie vine. Îl minte în legătură cu povestea Verei. David îi spune că Ciomag trăiește. Afganu' și Sofia se ceartă cu privire la plan și răpirea lui Nadine. Tătuțu îl pune pe Micu s-o păzească pe Nadine, după insistențele lui Sergiu să vină cu Bebe la Constanța. Tudor îi spune Sofiei că nu știa de planul răpirii Nadinei, iar Sofia vrea să îi răpească copilul lui Măcelaru' (pe Florinel), dar Tudor refuză s-o ajute. Patricia află că Tudor nu îi este loial lui Măcelaru' și spune asta echipei de poliție, fără să fie și David prezent. Măcelaru' îl lasă pe Tudor pază la casa lui și acesta află că Micu e cel care o păzește pe Nadine și îl localizează cu ajutorul lui Costoiu. Sofia merge cu Măcelaru să îl găsească pe Pelicanu'. Magda află din rezultatele testului ADN că Vera e fiica lui Bebe. Măcelaru' și oamenii lui îl înconjoară pe Pelicanu' și pe Iulică, dar, înainte să îl omoare pe Pelicanu', sunt atacați de armata Afganului. Tudor încearcă să o salveze pe Nadine, bate toată echipa de pază și îl înjunghie cu o scândură pe Micu. În timp ce o eliberează pe Nadine, Micu își revine din leșin pentru o clipă, o împușcă în cap pe Nadine, apoi moare. |              |                                     |               |                           |                   |                              |
| 24 | 11           | „După furtună”                      | Millo Simulov | Anghel Damian, Lia Bugnar | 30 aprilie 2023   |                              |
| Sergiu îl salvează pe Măcelaru, dar e împușcat. Tudor are remușcări pentru uciderea lui Micu și are o halucinație cu tatăl lui. Vine Costoiu, află ce s-a întâmplat și îl liniștește. Apoi ascunde probele care-l incriminează pe Tudor, sună la 112 de pe telefonul lui Micu și pleacă. Iancu e sunat de Vera, dar răspunde Luminița, care îi cere socoteală lui Iancu legat de asta. Iancu îi spune adevărul și anume că Tudor l-a pus să aibă grijă de ele două. De asemenea, îi spune povestea vieții lui și cum a ajuns să-l cunoască pe Tudor. David îi spune lui Tătuțu că Micu și Nadine sunt morți, iar Bebe îi cere lui Tudor să îi ia familia ca să nu asiste la percheziția poliției, dar Magda refuză să plece. Poliția arestează echipa de pază a Nadinei, care era adormită cu cloroform la locul faptei, dar nu reușesc să afle nimic de la ei. Costoiu și Olivia Stamate merg să facă perchiziții la Măcelaru și la Sofia Tobă. Cei doi șefi nu sunt găsiți acasă și nici nimic compromițător. David ia și ascunde testul ADN din sertarul Magdei. Tudor e luat de poliție, fiindcă Patricia văzuse cum fusese amenințat cu pistolul de Sofia Tobă, dar nu spune nimic în arest. În timpul confruntării dintre Afganu' și Măcelaru', Pelicanu' se ascunde și scapă. Magda îi spune Măcelarului că știe că Vera e fiica lui adevărată. Atât Vera, cât și Magda îl fac pe Măcelaru' să se îndoiască una de cealaltă. Magda îl face să se îndoiască și de Tudor. Vera îi cere socoteală lui Tudor pentru întâlnirea cu Sofia Tobă și Tudor o minte. Olivia Stamate îi propune lui Costoiu să îl racoleze ca informator pe Tudor. |              |                                     |               |                           |                   |                              |
| 25 | 12           | „Fețele răului”                     | Millo Simulov | Anghel Damian, Lia Bugnar | 7 mai 2023        |                              |
| Olivia îl interoghează pe Măcelaru' legat de moartea Nadinei și a lui Micu fără succes. În timp ce Olivia este plecată din secție, Brândușa reușește să îl întărâte pe Măcelaru' spunându-i că îi va răpi copilul și-i va spune adevărul despre cine e el cu adevărat. Costoiu acceptă propunerea Oliviei Stamate de a-l racola pe Tudor. Se întâlnește cu acesta, îi spune de asta, iar Tudor realizează că nu a fost nicăieri înregistrat vreodată ca agent sub acoperire. Au o ceartă, dar apare Hristu și, încercând să-l împuște pe Tudor, nimerește în Costoiu. Are loc un schimb de focuri între el și Tudor și acesta îl împușcă pe Hristu în picior. La spital, după operația lui Costoiu, Olivia se întâlnește cu Tudor în subsol și acesta îi spune toată povestea lui. Mai târziu, Tudor îl găsește pe Hristu și îl torturează ca să afle locația Sofiei. Ilinca descoperă legătura lui David cu Vera și cu Măcelaru' și îi spune lui Strâmbea și hotărăsc să continue investigația jurnalistică. Vera îi cere lui David să nu îl ajute pe Tătuțu' cu problema lui cu Tudor, care se întâlnise Sofia fără ca Tătuțu să știe. Pelicanu' se dă drept refugiat ucrainean și se ascunde. Încercând să-l găsească pe Tudor, Sergiu e arestat în timp ce avea un glonț în umăr. Magda își ia copilul, pleacă de acasă și reclamă la poliție un depozit de 20 kg de droguri al Măcelarului. |              |                                     |               |                           |                   |                              |
| 26 | 13           | „Amurgul inevitabil”                | Anghel Damian | Anghel Damian, Lia Bugnar | 14 mai 2023       |                              |
| După ce se cazează cu fiul ei la un motel în Giurgiu, Magda merge să îi ia lui Florinel un suc și apoi nu-l mai găsește în cameră. Disperată, se întoarce la Bebe și îi cere ajutorul. Hristu, printr-o diversiune, îi apucă pistolul lui Tudor și se împușcă, iar Tudor dă foc cadavrului și merge la Bebe. Silviu face raid împreună cu inspectoarea Stamate la depozitul de droguri și, mai târziu, o arestează pe administratoarea principală (pe Vera) sub ochii Măcelarului. Sergiu evadează din arestul poliției și e operat sumar de chirurgul Măcelarului pentru a-i scoate glonțul. Tanti Luminița ia legitimația de jurnalistă a Ilincăi, fără că ea să știe, și intră să-l vadă pe Costoiu în spital. Îl întreabă despre rostul lui Tudor lângă Măcelaru și îl imploră să-i dea un semn dacă fiul ei e un om bun, iar acesta se trezește din comă, deși nu îi erau date șanse de supraviețuire. Îngrijorați de absența ei, Ilinca și Iancu pleacă să o caute pe tanti Luminița. Tudor îi spune Măcelarului despre întâlnirea cu Sofia Tobă și îl convinge de nevinovăția lui. Măcelaru îi spune lui David tot ce pățit, îl ceartă și acesta realizează că a "fost doar cerșetorul primit în casă ca să nu se plictisească prințesa"(Vera) și soldatul lui Bebe, "o unealtă" pe care acesta o folosește. Pelicanul îl strangulează cu un cablu pe Afganu, își ia banii înapoi și se regăsește cu Iulică. David merge să investigheze dispariția lui Florinel la motelul unde fusese cazat și acolo îl găsește pe Tudor făcând același lucru. Tudor tocmai găsise un bilet în cameră pe care scria "Pavel+Vera=Florinel / Sărumâna Tătuțu!" Deși David spune că a venit în urma unei sesizări de droguri, Tudor își dă seama că acesta e cârtița lui Bebe din poliție și se bat. Măcelarul primește un stick cu un videoclip de la Ciomag în care acesta i-l arată pe Florinel transformat în cerșetor. Final de sezon. |              |                                     |               |                           |                   |                              |

### Sezonul 3 (2023)Caută minciuna, găsește adevărul!
| Nr. în serial | Nr. în sezon | Titlu                             | Regizat de                   | Scris de                  | Data difuzării     | RO telespectatori (milioane) |
| --- | ------------ | --------------------------------- | ---------------------------- | ------------------------- | ------------------ | ---------------------------- |
| 27 | 1            | „Peliclanu'”                      | Anghel Damian                | Anghel Damian, Lia Bugnar | 11 septembrie 2023 |                              |
| Sergiu e trimis de Măcelaru să-l găsească pe Florinel și află că un polițist (David) și Tudor s-au întâlnit la motel. Tudor află că a dispărut tanti Luminița, i-a luat la întrebări pe Ilinca și Iancu și își pierde cumpătul și sare la bătaie să-i scoată afară dar tanti Luminița reapare machiată și aranjată și cere tuturor să nu mai fie îngrijorați de ea, așa cum nici ea nu mai este îngrijorată de Tudor că este plin de lovituri, știind că e copil bun. Costoiu se trezește și cere Silviei, fosta lui soție, să i-o aducă pe fiica lui, Miruna, cu care nu mai ține legătura. Costoiu îi spune Silviei că noua lui prioritate vor fi ea și fiica lui. Pelicanu' în timp ce era la o ședință de masaj cu Iulică s-a gândit să își făurească un clan nou (numit Peliclanul) și strânge oameni începând la camarazi cu colecția de taxe la parcare. Vera e informată de avocat că s-a dispus arestarea preventivă pentru 30 de zile și că va fi trimisă la închisoarea de la Rahova. Olivia Stamate îi cere socoteală lui Costoiu pentru că l-a ascuns pe Tudor, dar e dată afară din salon. Tudor se întâlnește cu Olivia Stamate. Îi cere să îl ajute să îi găsească ei primii pe Ciomag pentru ca acesta să depună mărturie împotriva lui Măcelaru. Îi spune povestea originii Verei pentru ca aceasta să fie martor împotriva lui Măcelaru, fiindcă el îi ucisese mama. Îi spune și că Pribeagu e cârtița lui Măcelaru, deși nu pot să se atingă de el fără să fie deconspirat și Tudor. Tătuțu îi cere lui Johnny să afle unde a fost făcută filmarea cu Florinel, dar acesta îi spune că nu poate să afle nimic. Apoi adună oameni și le spune o minciună despre Ciomag (cum că ar fi furat de la el) și pune recompensă pe capul lui. Pelicanu' și Iulică se duc la anume Obuz să îi cumpere pe el și pe oamenii lui să facă parte din Peliclanul, inițial Obuz nu a fost de acord cu oferta lui Pelicanu' dar l-a convins că a stat timp de 20 de ani sub preajma lui Măcelaru' și că l-a ucispe Afganu' de mâna lui și ajung la înțelegere. Olivia Stamate îi adună pe Silviu și pe Brândușa ca fiind singurii oameni de încredere ai Oliviei și le informează că Pribeagu ar fi cârtița din echipa sa. Sergiu se ia la bătaie cu Tudor crezând că acesta e cârtița polițiștilor din clanul lui Măcelaru, dar până la urmă ajung să se înțeleagă. Magda îl caută pe un părinte Iustin la un schit, dar o găsește pe Sofia Tobă. Sofia o amenință cu pistolul, iar Magda crede că Sofia l-a răpit pe Florinel și se milogește de la ea să i-l dea înapoi. După ce vorbesc, decid să se alieze împotriva lui Bebe Măcelaru. Noul clan al lui Pelicanu (Obuz și ai lui) jefuiesc o casă de toleranță/bordel și un mic depozit de droguri și se pregătesc de un război împotriva lui Măcelaru' |              |                                   |                              |                           |                    |                              |
| 28 | 2            | „Cine nu e gata îl iau cu lopata” | Anghel Damian                | Anghel Damian, Lia Bugnar | 18 septembrie 2023 |                              |
| 29 | 3            | „Nunți,înmormântări”              | Cristian Buje                | Anghel Damian, Lia Bugnar | 25 septembrie 2023 |                              |
| 30 | 4            | „Gândește-te la consecințe”       | Mihai Brătilă                | Anghel Damian, Lia Bugnar | 2 octombrie 2023   |                              |
| 31 | 5            | „Nu mai e timp!”                  | Cristian Buje                | Anghel Damian, Lia Bugnar | 9 octombrie 2023   |                              |
| 32 | 6            | „S-a răsturnat legea”             | Mihai Brătilă                | Anghel Damian, Lia Bugnar | 16 octombrie 2023  |                              |
| 33 | 7            | „Spune-mi cine sunt!”             | Mihai Chirilă                | Anghel Damian, Lia Bugnar | 23 octombrie 2023  |                              |
| 34 | 8            | „Ieși din asta!”                  | Mihai Brătilă                | Anghel Damian, Lia Bugnar | 30 octombrie 2023  |                              |
| 35 | 9            | „Sifonar(ă)”                      | Cristian Buje                | Anghel Damian, Lia Bugnar | 6 noiembrie 2023   |                              |
| 36 | 10           | „Știu cine ești!”                 | Peter Kerek                  | Anghel Damian, Lia Bugnar | 13 noiembrie 2023  |                              |
| 37 | 11           | „Fuga dă gabori”                  | Peter Kerek                  | Anghel Damian, Lia Bugnar | 20 noiembrie 2023  |                              |
| 38 | 12           | „Fantoma”                         | Peter Kerek                  | Anghel Damian, Lia Bugnar | 27 noiembrie 2023  |                              |
| 39 | 13           | „Cu moartea la căptușeală”        | Anghel Damian, Mihai Brătilă | Anghel Damian, Lia Bugnar | 4 decembrie 2023   |                              |

### Sezonul 4 (2024)Păcatele se plătesc!
| Nr. în serial | Nr. în sezon | Titlu                              | Regizat de    | Scris de                  | Data difuzării    | RO telespectatori (milioane) |
| ------------- | ------------ | ---------------------------------- | ------------- | ------------------------- | ----------------- | ---------------------------- |
| 40            | 1            | „Doamnele din ”Doamne-Ajută”       | Mihai Brătilă | Anghel Damian, Lia Bugnar | 19 februarie 2024 |                              |
| 41            | 2            | „Păsări călătoare”                 | Mihai Brătilă | Anghel Damian, Lia Bugnar | 26 februarie 2024 |                              |
| 42            | 3            | „TU.DOR”                           | Mihai Brătilă | Anghel Damian, Lia Bugnar | 4 martie 2024     |                              |
| 43            | 4            | „VER(IT)A”                         | Mihai Chirilă | Anghel Damian, Lia Bugnar | 11 martie 2024    |                              |
| 44            | 5            | „Jumătate de adevăr”               | Cristian Buje | Anghel Damian, Lia Bugnar | 18 martie 2024    |                              |
| 45            | 6            | „Până când moartea ne va despărți” | Millo Simulov | Anghel Damian, Lia Bugnar | 25 martie 2024    |                              |
| 46            | 7            | „Eu sunt Pavel!”                   | Cristian Buje | Anghel Damian, Lia Bugnar | 1 aprilie 2024    |                              |
| 47            | 8            | „Curat/Murdar”                     | Peter Kerek   | Anghel Damian, Lia Bugnar | 8 aprilie 2024    |                              |
| 48            | 9            | „Regăsire”                         | Peter Kerek   | Anghel Damian, Lia Bugnar | 15 aprilie 2024   |                              |
| 49            | 10           | „Fuga”                             | Millo Simulov | Anghel Damian, Lia Bugnar | 22 aprilie 2024   |                              |
| 50            | 11           | „În Groapă”                        | Millo Simulov | Anghel Damian, Lia Bugnar | 29 aprilie 2024   |                              |
| 51            | 12           | „Păcatul mărturisit”               | Anghel Damian | Anghel Damian, Lia Bugnar | 6 mai 2024        |                              |
| 52            | 13           | „DEUS EX”                          | Anghel Damian | Anghel Damian, Lia Bugnar | 13 mai 2024       |                              |